# Space Police: Defenders of the Crown
Space Police: Defenders of the Crown je desáté studiové album německé hardrockové hudební skupiny Edguy. Vydáno bylo 18. dubna 2014 společností Nuclear Blast. Zpěvák a skladatel Tobias Sammet začal na albu pracovat hned v srpnu 2013 po svém návratu z turné s projektem Avantasia. Jelikož na něj podle jeho slov ostatní členové skupiny s vydáním desky „začínali trochu tlačit“, tak se kapela domluvila na zamluvení studia na listopad. Zároveň na skupinu tlačilo také vydavatelství a Sammet tak musel „intenzivně hledat inspiraci“. Nakonec byl ale podle vlastních slov překvapený, jak snadno to šlo. Na přebalu alba je vyobrazen vesmírný policajt, který vzbudil velké diskuse mezi fanoušky; část označovala přebal za nepovedený a „stupidní“, další části se líbil a připadal jí zábavný.
Album se v německém žebříčku Media Control Charts umístilo na druhém místě v české hitparádě obsadilo osmou pozici, čímž v těchto zemích Edguy překonali nejlepší pozice předchozího alba Age of the Joker (2011). Naopak v porovnání s touto deskou se Space Police: Defenders of the Crown propadlo ve švédské hitparádě Sverigetopplistan, a to o osmnáct pozic na dvacáté osmé místo. Podle Davida Havleny, redaktora časopisu Spark, dokázali Edguy po delší době napsat hity, které se dají srovnat s jejich písněmi z počátku století. Ve srovnání s pro Edguy přelomovým albem Mandrake (2001) uvedl, že Space Police: Defenders of the Crown je jejím „hrdým konkurentem“.

## Seznam skladeb
Všechny skladby napsal(i) Tobias Sammet. 
| Pořadí         | Název                         | Autor               | Délka |
| -------------- | ----------------------------- | ------------------- | ----- |
| 1.             | Sabre & Torch                 |                     | 5:00  |
| 2.             | Space Police                  |                     | 5:59  |
| 3.             | Defenders of the Crown        |                     | 5:39  |
| 4.             | Love Tyger                    |                     | 4:26  |
| 5.             | The Realms of Baba Yaga       |                     | 6:06  |
| 6.             | Rock Me Amadeus (Falco cover) | Bolland & Bolland   | 3:20  |
| 7.             | Do Me Like a Caveman          | Sammet, Jens Ludwig | 4:09  |
| 8.             | Shadow Eaters                 |                     | 6:08  |
| 9.             | Alone in Myself               |                     | 4:36  |
| 10.            | The Eternal Wayfarer          |                     | 8:50  |
| Celková délka: | Celková délka:                | Celková délka:      | 54:26 |

| Bonusové CD (digibook a earbook edice) | Bonusové CD (digibook a earbook edice)        | Bonusové CD (digibook a earbook edice) | Bonusové CD (digibook a earbook edice) |
| Pořadí                                 | Název                                         | Autor                                  | Délka                                  |
| -------------------------------------- | --------------------------------------------- | -------------------------------------- | -------------------------------------- |
| 1.                                     | England                                       |                                        | 4:28                                   |
| 2.                                     | Aychim in Hysteria                            |                                        | 4:03                                   |
| 3.                                     | Space Police (progresivní verze)              |                                        | 6:03                                   |
| 4.                                     | Space Police (instrumentální verze)           |                                        | 6:01                                   |
| 5.                                     | Love Tyger (instrumentální verze)             |                                        | 4:27                                   |
| 6.                                     | Defenders of the Crown (instrumentální verze) |                                        | 5:40                                   |
| 7.                                     | Do Me Like a Caveman (instrumentální verze)   | Sammet, Ludwig                         | 4:11                                   |
| Celková délka:                         | Celková délka:                                | Celková délka:                         | 34:53                                  |

## Obsazení
- Tobias Sammet – zpěv, klávesy
- Jens Ludwig – hlavní kytara
- Dirk Sauer – rytmická kytara
- Tobias Exxel – baskytara
- Felix Bohnke – bicí

Hosté
- Michael Rodenberg – klaviatura
- Oliver Hartmann – doprovodný zpěv